# Pterostylis plumosa
Pterostylis plumosa là một loài thực vật có hoa trong họ Lan. Loài này được Cady miêu tả khoa học đầu tiên năm 1969.